# 高雄市私立明誠高級中學
天主教明誠學校財團法人高雄市明誠高級中學，簡稱明誠中學，是位於臺灣高雄市鼓山區的一所天主教完全中學，並附設有小學部。由聖母昆仲會在四川重慶創辦，後在高雄復校，現由高雄教區承辦。因而為教區學校，董事長為教區總主教擔任，校訓為「真（VERITAS）、善（BONITAS）、美（PULCHRITUDO）、聖（SANCTITAS）」。

## 校史
- 1905年（光緒31年），明誠學堂創立於四川重慶曾家岩，為天主教聖母昆仲會所興辦。
- 1913年（民國2年），增辦高等國民學校（如同現在之完全小學）（修業年限初小五年，高小三年共為八年）。
- 1917年（民國6年），增辦初中。
- 1931年（民國20年），增辦高中，成為完全高中，此時學校分為小學部、初中部、高中部三部份（抗戰時期行政院借用本校高中部大樓為辦公院址）。
- 1949年（民國38年）年初，政府西遷本校辦公，同年冬，本校部分師生隨政府來台，會內修士分遣香港南洋各地辦理華僑學校。
- 1963年（民國52年）秋，聖母昆仲會吳酉俊修士應天主教高雄教區鄭總主教之邀請，決議在高雄地區為明誠中學復校。
- 1963年（民國52年），10月王溪泉修士、劉福亭修士、韓多默修士先後專程來台，籌辦明誠中學在台復校事宜。
- 1963年（民國52年），12月購買校地。
- 1964年（民國53年）3月，聖母昆仲會於在臺興建第一期校舍工程。
- 1964年（民國53年）8月，初中部正式招生，成立財團法人。
- 1965年（民國54年）8月，學校奉准立（備）案，（依法先辦初中）招生開學，並成立財團法人。
- 1968年（民國57年）8月，高中部開始招生，成為完全中學。
- 1970年（民國59年）7月，增設夜間補習學校。同年8月奉准增設職業類科，成為綜合中學。
- 1971年（民國60年），補校奉准增設職業類科。
- 1980年（民國69年）8月，奉准改制為高級職業學校，定名為高雄市私立明誠高級工商職業學校。
- 1986年（民國75年），9月變更校名為高雄市私立明誠工業家事職業學校。
- 1991年（民國80年），奉准改制為高級中學（附設職業類科）。
- 1995年（民國84年），奉准試辦完全中學。
- 1997年（民國87年），興建第二期校舍，並以單國璽樞機主教之名命名為國璽樓，樓高八樓。
- 2004年（民國93年）6月，增設小學部完成十二年一貫之辦學目標。
- 2012年（民國101年）7月，拆除A棟（民國53年建）南端一半及C棟（民國56年建）。
- 2012年（民國101年）9月，在A棟、C棟原址興建第三期校舍；更名為天主教明誠學校財團法人明誠高級中學。
- 2013年（民國102年）7月中，新校舍落成，並以劉振忠董事長之名命名為振忠樓，樓高五樓。
- 2015年（民國103年）12月，新活動中心落成，並以沃伊蒂瓦繼任天主教第264任教宗之名命名為若望保祿二世。其中信德廳為視聽展場、望德廳為活動展場（小）、愛德館為活動展場（大）。
- 2021年（民國110年），取消設置職業類科，成為單純普通科學校。

## 歷任校長
| 任別 | 姓名        | 任期               |
| ---- | ----------- | ------------------ |
| 1    | 王溪泉 修士 | -                  |
| 2    | 吳酉俊 修士 | -                  |
| 3    | 李聶        | -                  |
| 4    | 宋稚青 神父 | -                  |
| 5    | 王守謙 修士 | -                  |
| 6    | 顧恩澤 修士 | -                  |
| 7    | 趙福添      | 1995.08~2003.09    |
| 8    | 佘祥磊      | 2003.10~2008.07    |
| 9    | 藍鴻輝      | 2008.08~2012.07    |
| 10   | 李立立      | 2012.08~2017.07    |
| 11   | 高佑仁      | 2017.08~2020.04.23 |
| 代理 | 李立立      | 2020.04.24~2021.07 |
| 12   | 謝怡靜      | 2021.07~           |

## 在臺歷任董事長
| 任別 | 姓名            | 備註                        |
| ---- | --------------- | --------------------------- |
| 1    | 鄭天祥 總主教   | -                           |
| 2    | 馮國華 女士     | -                           |
| 3    | 單國璽 樞機主教 | -同期任天主教輔仁大學董事長 |
| 4    | 劉振忠 總主教   | -同期任天主教輔仁大學董事長 |

## 編制
目前本校計有小學部、國中部、高中部（普通科）。小學部份採雙語教學，國中部分另有菁英培育之分組課程可供選擇。高中部分為國立繁星班、外語菁英班與多元特色班。已取消高職部份曾設有設計群ー多媒體應用科與商管群ー資料處理科（多媒體應用組及商業管理組）。
學校校慶為12月25日前後之假日或周五，活動期間會舉辦運動會。

## 高中部

### 普通科繁星班

#### 目标
- 以繁星推荐录取一流国立大学。
- 强化外语沟通能力，培育精英人才。

#### 入学资格
- 普通科繁星班需要在校成绩积点前40名。
- 会考总积点22点以上。

#### 课程特色
- 入学后分组，全面准备108课纲课程。
- 班级模组教学，个别辅导教师，相辅相成，学习无障碍。
- 培养学生专题研究能力。
- 与國立中山大學有課程合作，開設多元選修課程。

| 會考積點 | 34-35點   | 30-33點   | 25-29點   | 23-24點   | 20-22點  |
| -------- | --------- | --------- | --------- | --------- | -------- |
| 獎學金   | 300,000元 | 240,000元 | 180,000元 | 102,000元 | 60,000元 |

當年度國中教育會考五科總積點18-19點者，於註冊入學後一次頒發入學獎學金10,000元。

## 國中部

### 特色
- 英聽課程分組上課，外籍教師以生動活潑的教學方式，引發學生學習興趣，提高學習成效。
- 每週進行單字背誦及檢測，並鼓勵學生參加英文能力檢定，取得證照為日後升學準備。
- 線上各科學習平台，鼓勵學生挑戰自我，提升各科能力，奠定學習基礎。
- 安排科學實作課程，協助學生有做中學，訓練其思考與解決能力的問題。
- 生命教育特色課程，12年一貫的生命教育校本課程，展現全人教育。

## 獎項
2005年該校的體操教練梁梅松帶領學生盧幸宜和蔡慶瑜參加全國中等學校運動會，獲得個人全能金牌和銅牌。並於同年的中華民國全國運動會中，盧幸宜接連拿到地板和跳馬兩面銀牌。

## 外部連結
- 明誠中學網站 （页面存档备份，存于）